# Kuhkopf (Karwendel)
Der Kuhkopf ist ein 2399 m ü. A. hoher Gipfel im Karwendel am Ostende der Nördlichen Karwendelkette. Der Gipfel ist der Kreuzungspunkt zweier Gratäste, weshalb er auch als Kreuzgrat oder Kreuzwand bezeichnet wird. Der östliche Ast führt zur Talelespitze (2104 m ü. A.), der südöstliche Ast fällt über die Filzwand zum Kleinen Ahornboden ab. Die Erstbesteigung erfolgte durch Hermann von Barth am 5. Juli 1870.

## Besteigungsmöglichkeiten
Der Gipfel ist in einer teilweise weglosen Bergtour von Scharnitz über das Karwendelhaus oder von Hinterriß über den Kleinen Ahornboden erreichbar. Wegen der langen Talwanderung von Scharnitz bzw. Hinterriß zum Kuhkopf ist die Bergtour nur mit dem Mountainbike als Tagestour zu empfehlen. Der Aufstieg erfolgt vom Grasslegerbichl (1749 m ü. A.) über einen alten Karrenweg zum Fuß des Kuhkopfs. Weiter über das Ochsenkar in eine Scharte (P. 2223 m in der AV-Karte) und ostwärts über einen steilen – bei Nässe nicht ungefährlichen – Grashang zum Gipfel. Den Gipfel des Kuhkopfs kennzeichnete bis ca. 2002 ein altes Damenfahrrad. Dieses ist mittlerweile vom Gipfel verschwunden. Aktuell (Stand 2016) ist der Rahmen (ohne Räder, Sattel und Lenker) eines Herrenrades als Gipfelkreuz an einer Eisenstange montiert.

## Bilder

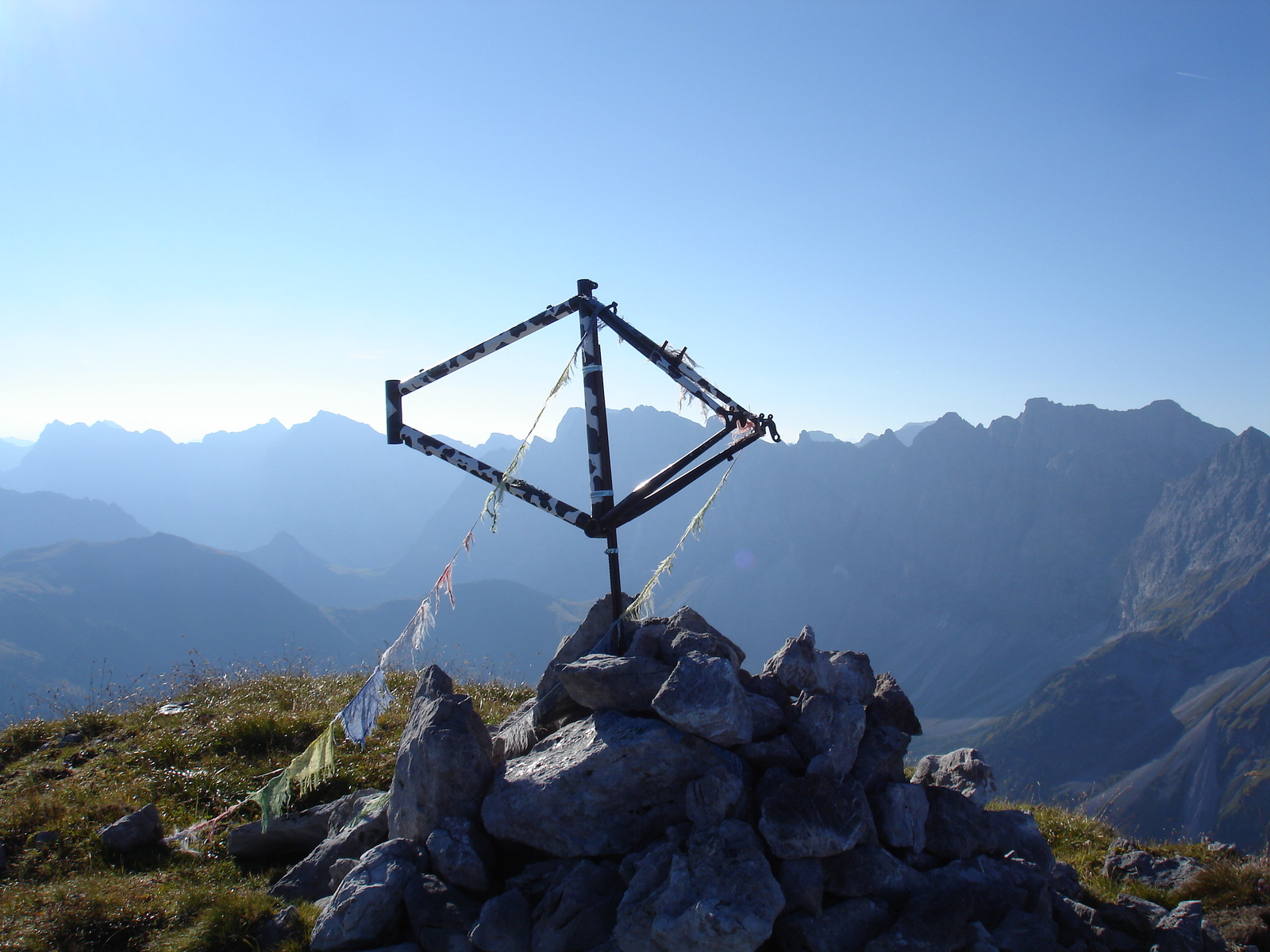
Gipfel des Kuhkopfs mit Fahrradrahmen als Gipfelkreuz
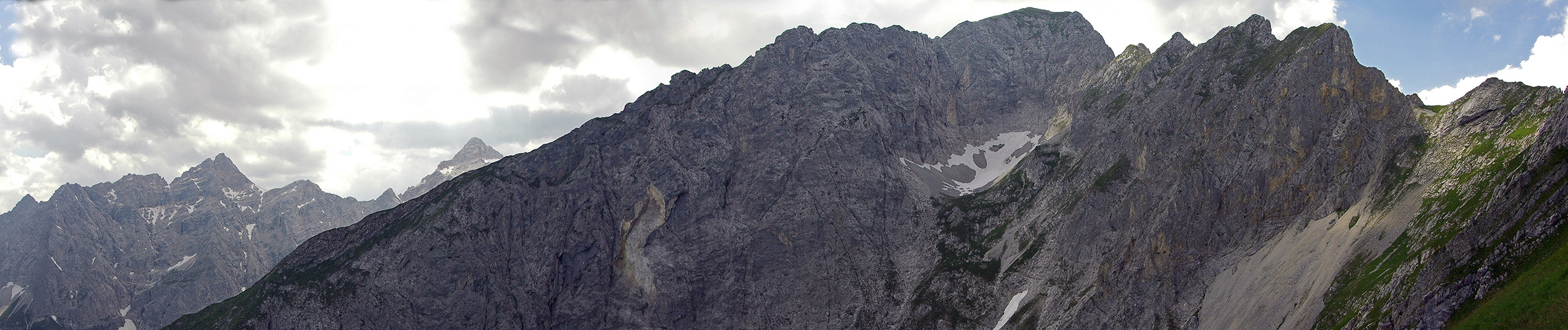
Die Ostseite des Kuhkopfs. Filzwand (links) und Grat zur Talelespitze (rechts) mit dem Kuhkopf (Mitte) als Kreuzungspunkt